# Charles Esten
Charles Esten, também chamado de Chip, é um ator norte-americano, conhecido por interpretar o personagem Morgan Ross na série original da Disney Channel Jessie e Deacon Claybourne na série musical Nashville da American Broadcasting Company. A 2020 fez de Ward Cameron na série Outer Banks